# Corniglio
Corniglio is een gemeente in de Italiaanse provincie Parma (regio Emilia-Romagna) en telt 2200 inwoners (31-12-2004). De oppervlakte bedraagt 166,5 km², de bevolkingsdichtheid is 14 inwoners per km².
De volgende frazioni maken deel uit van de gemeente: Vedi elenco.

## Demografie
Corniglio telt ongeveer 1121 huishoudens. Het aantal inwoners daalde in de periode 1991-2001 met 11,3% volgens cijfers uit de tienjaarlijkse volkstellingen van ISTAT.
| Jaar | Inwoneraantal |
| ---- | ------------- |
| 1991 | 2609          |
| 2001 | 2314          |

## Geografie
Corniglio grenst aan de volgende gemeenten: Bagnone (MS), Berceto, Calestano, Filattiera (MS), Langhirano, Monchio delle Corti, Palanzano, Pontremoli (MS), Tizzano Val Parma.